# Fluviphylax palikur
Fluviphylax palikur är en fiskart som beskrevs av Costa och Le Bail, 1999. Fluviphylax palikur ingår i släktet Fluviphylax och familjen Poeciliidae. Inga underarter finns listade i Catalogue of Life.